# Пауль Каррер
Пауль Каррер (нім. Paul Karrer; 21 квітня 1889, Москва, Росія — 18 червня 1971 Цюрих) — швейцарський хімік-органік, математик і біохімік.

## Біографія
Пауль Каррер народився в Москві, в Росії, де його батько, на честь якого він був названий Паулем, працював дантистом. Коли хлопчикові було три роки, сім'я повернулася на батьківщину, у Швейцарію, і якийсь час жила в Цюриху, перш ніж влаштуватися в окрузі Вільдегг кантону Ааргау. Каррер відвідував початкову школу в прилеглому Морікені, середню школу — в Ленцбургі, а гімназію — в Аарау. Серйозний інтерес до науки він виявив, коли навчався в середній школі.
Поступивши в 1908 р. у Цюрихський університет, Каррер вивчав хімію у Альфреда Вернера. У 1911 р. здобув докторський ступінь за дисертацію за комплексні сполуки кобальту і став асистентом Вернера в Хімічному інституті університету. Перша наукова стаття Каррера, присвячена органічним сполукам миш'яку, справила таке глибоке враження на Пауля Ерліха, що той у 1912 р. запропонував Карреру стати його асистентом у Науково-дослідному хіміко-терапевтичному інституті в Франкфурті-на-Майні (Німеччина).
З початком першої світової війни в 1914 р. Каррер був змушений повернутися до Швейцарії, оскільки був призваний до швейцарської армії як артилерійський офіцер, проте в 1915 р., після смерті Ерліха, повернувся у Франкфурт-на-Майні, щоб продовжувати наукові дослідження в галузі хімії в Хіміко-терапевтичному інституті. Протягом наступних трьох років Каррер вивчав хімію рослинних продуктів, а потім обійняв посаду ад'юнкт-професора органічної хімії в Цюрихському університеті. У грудні 1919 р. Каррер став наступником Вернера на посаді професора хімії і директора Хімічного інституту. Тут він проводив дослідження цукрів, амінокислот і білків. Вченого особливо цікавила стереохімія (тобто просторове розташування атомів в молекулах) цих та інших органічних речовин.
У 1950 — 1953 роки Каррер був ректором Цюрихського університету. Він продовжував активно займатися науковою діяльністю і після виходу у відставку в 1959 р.
Виключно педантичний дослідник, Каррер користувався глибокою повагою завдяки своїй доброті і скромності. Попри те що він став заможною людиною, у нього не було власного автомобіля, і він щодня їздив на роботу на автобусі. Помер у Цюриху 18 червня 1971 після нетривалої хвороби.

## Наукова діяльність
У 1927 р. Каррер звернувся до вивчення антоціанінів — групи пігментів, які є основною причиною червоного та синього забарвлення квіток рослин. Ріхард Вільштеттер, що працював у Федеральному технологічному інституті в Цюриху, вже виділив ці сполуки і дослідив їх молекулярну структуру. Каррер ж досліджував склад антоціанінів. Наступного року він зайнявся вивченням кроціну, жовтого пігменту, який зустрічається в таких рослинах, як крокус і гарденія, і в 1930 р. визначив структуру бета-каротину, що входить до складу моркви та інших рослин, що незадовго до цього було встановлено Ріхардом Куном. Каррер виявив, що молекула бета-каротину складається з двох симетричних частин, кожна з яких є дзеркальним відображенням іншої щодо уявної вертикальної осі.
Дослідження рослинних пігментів призвело вченого до вивчення вітамінів — тему, яка становила значний інтерес з початку XX ст. і в часи Каррера тільки починала відкривати таємниці, пов'язані з потребою організму в їжі. З'ясувавши, що каротин перетворюється на організмі у вітамін А, Каррер виділив цей вітамін з жиру риб'ячої печінки і до 1931 визначив не тільки його склад, а й молекулярну структуру. Він виявив, що вітамін А складається з 20 атомів вуглецю, 30 атомів водню і 1 атома кисню, що разом вони утворюють шестичленне замкнуте кільце, на двох кінцях якого прикріплені три метильні групи, а до третього — довгий зигзагоподібний ланцюг. Така конфігурація являє собою половину молекули бета-каротину з приєднаною до неї молекулою води. Зробивши це відкриття, Каррер став першим науковцем, який описав молекулярну структуру вітаміну.
На початку 30-х років Каррер, спираючись на знання органічних пігментів, продовжив вивчення вітамінів. З більш ніж 100 тонн сироватки він отримав крихітну кількість жовтого, що розчиняються у воді, азотовмісного пігменту, названого лактофлавіном, який пізніше став знаний як рибофлавін, або вітамін В2. Шляхом хімічного аналізу Каррер встановив його формулу і молекулярну структуру, а в 1935 р. синтезував цю речовину.
Через рік після вручення Нобелівської премії Каррер синтезував вітамін Е, а за цим успіхом швидко здобув ще один — виділення в чистому вигляді вітаміну К. Потім Каррер зайнявся вивченням нікотинамід-аденін-дінуклеотіда (НАД) — ферментної речовини, що регулює обмін водню між молекулами всередині клітини і таким чином створює внутрішньоклітинну енергію. У 1942 р. вчений визначив структуру цієї речовини. Пізніше, в 40-і роки, Він повернувся до вивчення каротинів і до 1950 р. завершив синтез всіх цих сполук. У той же самий час він керував дослідженнями кураре, природної отрути, похідні якої відтоді застосовуються в хірургії як засіб для розслаблення м'язів.

## Нагороди
У 1937 р. ученому присудили Нобелівську премію з хімії "за дослідження каротиноїдів і флавінів, а також за вивчення вітамінів А і В2. Він розділив цю премію з англійським хіміком Волтером Норманом Говортом. У своїй Нобелівській лекції Каррер підкреслив, що лише за кілька років за допомогою нових аналітичних методів було відкрито існування приблизно 40 каротиноїдів. Він нагадав своїм слухачам про те, що «минуло лише 10 років відтоді, коли багато вчених-дослідників сумнівалися в матеріальній специфічності вітамінів і дотримувалися тієї думки, що причиною особливостей спостережуваного впливу вітамінів … служить особливий стан матерії». На закінчення Каррер сказав: «Хімічний бік проблеми вітаміну по суті своїй вирішений. Завдання фізіології … пояснити втручання цих агентів в процеси діяльності клітин».
Крім Нобелівської премії, Карреру вручили премію Фонду Марселя Бенуа (1923) і премію Станіслао Канніццаро Італійської національної академії наук (1935), а також інші нагороди. Він був членом наукових товариств трьох континентів, включаючи Лондонське королівське товариство, Академію наук у Парижі, національні академії наук Італії і США, володарем почесних ступенів університетів Парижа, Лондона, Цюриха, Базеля, Страсбурга, Бреслау, Брюсселя, Турина і Мадрида.

## Родина
У 1914 р. Каррер одружився з Хеленою Фроліш, батько якої був директором психіатричної клініки в Кенігсфельдені. У подружжя було троє синів, один з яких помер у дитинстві.